# Tonnoiriella disneyi
Tonnoiriella disneyi és una espècie d'insecte dípter pertanyent a la família dels psicòdids que es troba a Anglaterra (com ara, Hampshire).